# Maksymowszczyzna
Maksymowszczyzna – przysiółek wsi Wólka w Polsce, położona w województwie podlaskim, w powiecie hajnowskim, w gminie Czyże.
W latach 1975–1998 miejscowość administracyjnie należała do województwa białostockiego.
W 1886 r. notowany był jako właściciel Maksymowszczyzny Franciszek Wilczewski, syn Antoniego, posiadający tu folwark.
Wierni kościoła rzymskokatolickiego należą do parafii Wniebowzięcia Najświętszej Maryi Panny i św. Stanisława Biskupa i Męczennika w Narwi.